# العلاقات الغرينادية الليتوانية
العلاقات الغرينادية الليتوانية هي العلاقات الثنائية التي تجمع بين غرينادا وليتوانيا.

## مقارنة بين البلدين
هذه مقارنة عامة ومرجعية للدولتين:
| وجه المقارنة                                              | غرينادا                                | ليتوانيا                                                    |
| --------------------------------------------------------- | -------------------------------------- | ----------------------------------------------------------- |
| المساحة (كم2)                                             | 348                                    | 65.30 ألف                                                   |
| عدد السكان (نسمة)                                         | 107.83 ألف                             | 2.79 مليون                                                  |
| الكثافة السكانية (ن./كم²)                                 | 30.99 ألف                              | 42.73                                                       |
| العاصمة                                                   | سانت جورجز                             | فيلنيوس، كاوناس                                             |
| اللغة الرسمية                                             | لغة إنجليزية، إنكليزية غرنادة المولدة ‏ | اللغة الليتوانية                                            |
| العملة                                                    | دولار شرق الكاريبي                     | ليتاس ليتواني، يورو                                         |
| الناتج المحلي الإجمالي (بليون دولار)                      | 1.12 مليار                             | 47.17 مليار                                                 |
| الناتج المحلي الإجمالي (تعادل القوة الشرائية) بليون دولار | 1.45 مليار                             | 84.06 مليار                                                 |
| الناتج المحلي الإجمالي الاسمي للفرد دولار أمريكي          | 9.21 ألف                               | 14.15 ألف                                                   |
| الناتج المحلي الإجمالي للفرد دولار أمريكي                 | 12.43 ألف                              | 27.69 ألف                                                   |
| مؤشر التنمية البشرية                                      | 0.750                                  | 0.839                                                       |
| رمز المكالمات الدولي                                      | +1473                                  | +370                                                        |
| رمز الإنترنت                                              | .gd                                    | .lt                                                         |
| المنطقة الزمنية                                           | 00                                     | ت ع م+02:00، ت ع م+03:00، أوروبا/فيلنيوس ‏، توقيت شرق أوروبا |

## منظمات دولية مشتركة
يشترك البلدان في عضوية مجموعة من المنظمات الدولية، منها:
| علم المنظمة | اسم المنظمة                               | تاريخ انضمام غرينادا | تاريخ انضمام ليتوانيا |
| ----------- | ----------------------------------------- | -------------------- | --------------------- |
|             | الاتحاد البريدي العالمي                   | ?                    | ?                     |
|             | يونسكو                                    | 17 فبراير 1975       | 7 أكتوبر 1991         |
|             | البنك الدولي للإنشاء والتعمير             | 27 أغسطس 1975        | 6 يوليو 1992          |
|             | منظمة التجارة العالمية                    | ?                    | ?                     |
|             | وكالة ضمان الاستثمار متعدد الأطراف        | 12 أبريل 1988        | 8 يونيو 1993          |
|             | الاتحاد الدولي للاتصالات                  | 17 نوفمبر 1981       | 1 يوليو 1923          |
|             | منظمة الشرطة الجنائية الدولية             | ?                    | ?                     |
|             | مؤسسة التمويل الدولية                     | 28 أغسطس 1975        | 15 يناير 1993         |
|             | الأمم المتحدة                             | 17 سبتمبر 1974       | 17 سبتمبر 1991        |
|             | مؤسسة التنمية الدولية                     | 28 أغسطس 1975        | 23 سبتمبر 2011        |
|             | منظمة حظر الأسلحة الكيميائية              | ?                    | ?                     |
|             | المركز الدولي لتسوية المنازعات الاستشارية | 23 يونيو 1991        | 5 أغسطس 1992          |

## وصلات خارجية
- موقع وزارة الخارجية الليتوانية